# Megascops guatemalae vermiculatus
El autillo vermiculado (Megascops guatemalae vermiculatus) es una subespecie de ave estrigiforme de la familia Strigidae.

## Taxonomía y sistemática
El Comité de Clasificación de América del Norte de la American Ornithological Society (AOS/NACC), la Unión Ornitológica Internacional (COI) y la taxonomía de Clements lo tratan como subespecie del autillo guatemalteco (Megascops guatemalae). El autillo de Roraima (Megascops roraimae) alguna vez fue considerado una subespecie del autillo vermiculado.